# 대방광원각수다라요의경 권상2의2
대방광원각수다라요의경 권상2의2(大方廣圓覺修多羅了義經 卷上二之二)는 충청북도 청주시 흥덕구 청주고인쇄박물관에 있는 조선시대](1465년)의 불경이다. 2020년 3월 6일 충청북도의 유형문화재 제391호로 지정되었다.

## 지정 사유
이 책은 '원각수다라요의경', '원각요의경', '원각경' 등으로도 불리며, 불교의 근본이 되는 경전 가운데 하나로 불교전문강원 과정의 필수과목으로 학습되어 널리 유통되고 있는 불경이다.
세조는 1465년 원각사를 준공하고 이를 기념하기 위해서 간행하였다. 을유자는 '원각경' 등 주로 불경을 간행할 목적으로 제작된 까닭에 당시 신하들의 강한 반대로 오랫동안 사용되지 못하여 그 전본이 그다지 많지 않아 조선시대 국어학 및 금속활자 연구에 귀중한 자료적 가치를 지닌다.

## 같이 보기
- 대방광원각수다라요의경

## 참고 문헌
- 대방광원각수다라요의경 권상2의2 - 국가유산청 국가유산포털